# Несломимата Кими Шмид
„Несломимата Кими Шмид“ (на английски: Unbreakable Kimmy Schmidt) е американски ситком на Тина Фей и Робърт Карлок с Ели Кемпър в главната роля. Премиерата му е на 6 март 2015 година в платформата „Нетфликс“ и продължава 4 сезона до 2019 година.

## Актьорски състав
- Ели Кемпър – Кимбърли Кугър Шмид (Кими Шмид)
- Тайтъс Бърджис – Тайтъс Андромедон
- Керъл Кейн – Лилиан Кауштупър
- Джейн Краковски – Жаклин Уайт

## В България
В България сериалът започва излъчване на 20 октомври 2022 година по „Би Ти Ви Комеди“ с 2 епизода всеки делник от 23:00 ч. Дублажът е на „Саунд Сити Студио“. Екипът се състои от:
| Озвучаващи артисти  | Татяна Захова Василка Сугарева Светлана Смолева Цанко Тасев Георги Тодоров                         |
| Преводачи           | Мартина Неделчева Гергана Йоханова Диляна Момчилова Наталия Янакиева Антони Иванов Георги Михайлов |
| Тонрежисьори        | Евгени Желязков Светослав Димитров                                                                 |
| Режисьор на дублажа | Тодор Георгиев                                                                                     |